# Mai Tai (Album)
Mai Tai ist das siebte Studioalbum der deutschen Popschlager-Sängerin Vanessa Mai.

## Entstehung und Artwork

### Entstehung
Die meisten Titel des Albums wurden von Vanessa Mai selbst, mit wechselnden Koautoren, geschrieben. Sie komponierte beziehungsweise schrieb an zwölf der 14 Aufnahmen mit, somit ist sie an allen Neukompositionen des Albums als Autorin beteiligt. Es handelt sich hierbei nach Für immer um das zweite Album, bei dem Mai als Autorin mitwirkt, zuvor hatte sie lediglich an den beiden Titeln Ich kann heut Nacht nicht schlafen und Nie wieder für ihr viertes Studioalbum Regenbogen mitgeschrieben. Das aus Freising stammende Brüderpaar Christoph- und Daniel Cronauer sowie der Augsburger DJ und Musikproduzent Matthias Zürkler (B-Case) stellen mit je zehn Autorenbeteiligungen die zweitmeisten Titel des Albums, die meisten als externe Autoren. Alle drei treten nur gemeinsam als Komponisten beziehungsweise Liedtexter in Erscheinung und waren bereits an Mais vorangegangenen Album Für immer als Autoren tätig. Der Berliner Songwriter Robin Kallenberger stellt vier Autorenbeteiligungen und tritt nur zusammen mit B-Case und den Cronauer-Brüdern in Erscheinung. Er arbeitete erstmals mit Mai zusammen. Die Komponisten und Liedtexter Kai Fichtner (Kayef), Jules Kalmbacher sowie Jens Schneider zeichneten sich jeweils für zwei Neukompositionen zuständig. Während Kayef im Kollektiv mit B-Case, den Cronauer-Brüdern und Kallenberger die Lieder schrieb, standen Mai bei zwei Titeln nur das Duo aus Kalmbacher und Schneider zur Seite. Kalmbacher war bereits als Komponist für Mai bei dem Lied Hast du jemals auf dem Vorgängeralbum tätig. Des Weiteren schrieben zehn weitere Autoren vereinzelt Stücke, darunter Andreas Bourani, Ardian Bujupi, René Rackwitz (Fourty) oder auch Nico Santos. Diese wirken zum Teil auch als Gastsänger auf dem Album mit. Santos komponierte und schrieb bereits mit Highlight einen Titel für das vorangegangene Mai-Album Für immer.
Der Großteil der Produktion erfolgte durch die Zusammenarbeit von Christoph Cronauer und Zürkler. Das Duo produzierte gemeinsam zehn Titel. Nachdem das Duo aus Kalmbacher und Schneider zwei Autorenbeteiligungen stellte, sind die beiden auch für die Produktion dieser Lieder zuständig gewesen. Daneben waren Kalmbacher und Schneider auch für die Abmischung, Instrumentation und Programmierung der beiden Titel verantwortlich. Darüber hinaus sind sieben weitere Produzenten an jeweils einer Produktion beteiligt gewesen, darunter der US-amerikanische Oscarpreisträger Glen Keane oder auch der Hamburger Komponist und Musikproduzent Ivo Moring. Die Abmischung und das Mastering erfolgte größtenteils unter der Leitung den Bonner DJ und Musikproduzenten Manuel Reuter (Manian), der sich hierbei in beiden Funktionen für zehn Titel zuständig zeigte. Der Karlsruher Robin Schmidt von 24–96 Mastering tätigte das Mastering für zwei Titel, die Produzenten Joachim Mezei vom Jeopark Studio und waren je für das Mastering eines Stückes verantwortlich. Neben den zwei Titeln von Kalmbacher und Schneider waren David Boucher und Mezei für die Abmischung je eines Titels zuständig. Mezei zeigte sich für die Abmischung und das Mastering des gleichen Liedes zuständig. Das Einspielen der Instrumente erfolgte überwiegend durch Christoph Cronauer an der Gitarre und Zürkler am Akkordeon, Bass, Keyboard, Schlagzeug und dem Synthesizer. Darüber hinaus engagierte man weitere Studiomusiker, die vereinzelt auftreten. Mit dem Lied Fort von hier nahm Mai einen Titel in den Londoner Abbey Road Studios sowie dem Wiener Synchron Stage auf.

### Artwork
Auf dem Frontcover des Albums ist – neben Künstlernamen und Albumtitel – Mai zu sehen. Sie trägt einen bunten Bikini mit gelben Sarong und sitzt auf einem weißen Garten-Sofa. In ihrer linken Hand hält sie ein Glas Mai Tai. Mai präsentierte das Coverbild erstmals während eines Livestreams auf Instagram am 23. September 2020. Im Inneren des 16-seitigen Begleithefts finden sich weitere Bilder, Liedtexte und die Mitwirkenden wieder. Unter den Bildern befinden sich unter anderem die Coverbilder zu den Singleauskopplungen Ruf nicht mehr an und Sommerwind. Das Fotoshooting für das Frontcover erfolgte in der Parkanlage Gärten der Welt in Berlin. Beim gleichen Shooting erfolgte auch die Aufnahme für das Coverbild zu Sommerwind sowie teilweise der Dreh zum Musikvideo zu Sommerwind. Die Fotografien stammen allesamt von Anelia Janeva, das Artwork entstand durch Dangerous Berlin.

## Veröffentlichung und Promotion
Die Erstveröffentlichung von Mai Tai erfolgte am 26. März 2021 als CD, Download und Streaming durch Ariola. In einem Livestream auf Instagram gab Mai erstmals die Veröffentlichung des Albums am 23. September 2020 bekannt. Vorbestellbar war das Album bereits seit dem 25. September 2020. Die Lieder wurden durch AFM Publishing und Vanessa Mai Edition (je 12 Titel), Budde Music (10 Titel), BMG Rights Management und Tricot Edition (je 4 Titel), Djorkaeff Beatzarre Edition, Fisherman Songs und Teamscore Edition (je 3 Titel), Good Kid Publishing und Sony Music Publishing (je 2 Titel) sowie fünf weiteren Musikverlagen verlegt. Der Vertrieb erfolgt durch Sony Music Entertainment. Die reguläre Version des Albums beinhaltet zwölf Neukompositionen sowie zwei Coverversionen. Mai Tai kommt somit auf eine Titelliste von 14 Liedern. Zeitgleich mit dem regulären Album erschien eine limitierte Fanbox und eine limitierte „Magazin Edition“. Die limitierte Fanbox beinhaltet neben der CD eine handsignierte Autogrammkarte, ein Poster der Größe DIN A1, einen Mund-Nasen-Schutz und ein T-Shirt. Die limitierte „Magazin Edition“ verfügt über unveröffentlichtes Bildmaterial, Lied- und persönliche Texte.
Um das Album zu bewerben, erfolgte unter anderem ein Liveauftritt zur Hauptsendezeit in der ARD-Show Verstehen Sie Spaß? am 31. Oktober 2020. Hierbei wurde Mai hinters Licht geführt und trat gemeinsam mit Fourty und dem Titel Mitternacht auf. Zwei Wochen später folgte ein Liveauftritt in der Sat.1-Show Luke – Die Band 2020 am 13. November 2020. Hierbei war sie als Jurymitglied tätig und trat ebenfalls mit Fourty auf. Einen weiteren gemeinsamen Liveauftritt mit Fourty hatte Mai in der SWR-Show SWR Schlager – Die Show am 5. Dezember 2020. In der ARD-Show Die Silvestershow mit Jörg Pilawa vom 31. Dezember 2020 absolvierte Mai auch einen Liveauftritt mit Fourty sowie einen Soloauftritt mit einem Medley. Am 11. September 2021 nahm Mai als Kandidatin bei Hirschhausens Quiz des Menschen teil, wobei auch ein Liveauftritt mit Ruf nicht mehr an erfolgte.

## Hintergrund
Während eines Interviews mit Eventim gab Mai an, dass Mai Tai für sie ein Abschluss einer Reise sei, die 2018 mit dem Album Schlager begonnen habe. Nach diesem Album fühle es sich jetzt für sie wie ein Anfang mit allen Möglichkeiten an. Der Name Mai Tai – eine Idee ihres Mannes Andreas Ferber – und die Beschreibung als „bunter Cocktail“ habe sich dadurch ergeben, dass sie mit ihrem Team Lieder geschrieben hätten und dabei gemerkt hätten, dass sie einfach das machen, worauf sie Lust haben, und sie sich nicht an irgendwelche Regeln halten würden. Es sei sowohl eine Anspielung auf Mais Namen als auch auf den gleichnamigen Cocktail, der für den musikalischen Mix des Albums stehen soll. Dadurch, dass sie und ihr Team Projekte verwirklichen, auf die sie Lust haben, müsse man sich auch den Fans nicht erklären, sondern im Gegenteil – die Fans würden sich darauf freuen, was als Nächstes in diesem bunten Cocktail komme. Eigentlich sei es genau das, was sie immer wollte: einfach Musik machen und nicht gucken, ob es dieses oder jenes Genres sei und ob es den oder den bediene. Im weiteren Verlauf des Interviews gab Mai zu, dass sie sehr „verkopft“ gewesen sei. Jetzt „fließe“ es einfach und glücklicherweise würden es die Fans auch annehmen. Seitdem sie ihr eigenes Ding mache, würden sich auch viel mehr Künstler bei ihr melden, die mit ihr arbeiten wollen. Es sei echt schön, was für ein Respekt einem da auch als Künstler entgegengebracht werde. Das genieße sie zur Zeit.

## Inhalt
Alle Liedtexte des Albums sind in deutscher Sprache verfasst und stammen größtenteils von Mai selbst sowie den Koautoren Christoph Cronauer, Daniel Cronauer, Robin Kallenberger oder auch Matthias Zürkler sowie zwölf weiteren Komponisten und Liedtexter, die nicht mehr als zwei Titel komponierten und schrieben. Das Stück „Safe Du“ (englisch für „Sicher du“) verfügt über einen Titel mit englischsprachigen Inhalt, der Liedtext ist jedoch auf Deutsch. Musikalisch bewegen sich die Lieder überwiegend im Bereich des Popschlagers. In einigen Liedern finden sich auch Dance, Elektro und Hip-Hop-Elemente wider. Laut eigenen Aussagen habe sich Mai beim Schreiben und während des Produktionsprozesses mit den Themen Freiheit, Lebensfreude und Liebe beschäftigt. In Sommerwind thematisiert Mai z. B. einen „Urlaubsflirt“. In Leichter geht es um eine bevorstehende Trennung und in Ruf nicht mehr an um eine gescheiterte Liebesbeziehung. Das Album besteht aus 14 Liedern, wobei zwei Coverversionen beinhaltet sind. Das Lied Auf anderen Wegen stammt im Original von Andreas Bourani aus dem Jahr 2014. Mai nahm das Stück ursprünglich im Rahmen des Projektes „Herzstück“ von Amazon Music auf. Mai selbst gab an, dass das Lied zu ihren „All-Time-Favorites“ zähle. Das Stück Fort von hier ist eine deutschsprachige Adoption von Rocket to the Moon, dass im Original von Cathy Ang für den Film Die bunte Seite des Monds eingesungen wurde. In Deutschland diente die Version von Mai als Soundtrack. Neben dem Hauptgesang von Mai sind vereinzelt die Stimmen von Matthias Grosch, Chris Leis-Bendorff und Matthias Zürkler im Hintergrund zu hören. Leis-Bendorff war in der Vergangenheit schon für Mais Alben Für Dich, Regenbogen und Schlager tätig. Als Gastsänger treten auf dem Album der Popsänger Ardian Bujupi (Landebahn) und der deutsche Rapper Fourty (Mitternacht) in Erscheinung.
| #  | Titel                           | Autor(en)                                                                                            | Produzent(en)                                                                          | Länge |
| -- | ------------------------------- | --- | -------------------------------------------------------------------------------------- | ----- |
| 1  | Sommerwind                      | Christoph Cronauer, Daniel Cronauer, Vanessa Mai, Matthias Zürkler                                   | Christoph Cronauer, Matthias Zürkler                                                   | 2:36  |
| 2  | Leichter                        | Christoph Cronauer, Daniel Cronauer, Kai Fichtner, Vanessa Mai, Nico Santos, Matthias Zürkler        | Christoph Cronauer, Matthias Zürkler                                                   | 2:54  |
| 3  | Morgenlicht                     | Christoph Cronauer, Daniel Cronauer, Vanessa Mai, Matthias Zürkler                                   | Christoph Cronauer, Matthias Zürkler                                                   | 2:57  |
| 4  | Mitternacht (feat. Fourty)      | Christoph Cronauer, Daniel Cronauer, René Rackwitz, Vanessa Mai, Matthias Zürkler                    | Christoph Cronauer, Matthias Zürkler                                                   | 3:04  |
| 5  | Augenblick                      | Christoph Cronauer, Daniel Cronauer, Robin Kallenberger, Vanessa Mai, Matthias Zürkler               | Christoph Cronauer, Matthias Zürkler                                                   | 3:07  |
| 6  | Der Eine                        | Christoph Cronauer, Daniel Cronauer, Vanessa Mai, Matthias Zürkler                                   | Christoph Cronauer, Matthias Zürkler                                                   | 3:29  |
| 7  | Mai Tai                         | Christoph Cronauer, Daniel Cronauer, Vanessa Mai, Matthias Zürkler                                   | Christoph Cronauer, Matthias Zürkler                                                   | 2:24  |
| 8  | Ruf nicht mehr an               | Martin Haller, Jules Kalmbacher, Vanessa Mai, Jens Schneider                                         | Jules Kalmbacher, Jens Schneider                                                       | 2:21  |
| 9  | Eine Sekunde                    | Christoph Cronauer, Daniel Cronauer, Kai Fichtner, Robin Kallenberger, Vanessa Mai, Matthias Zürkler | Christoph Cronauer, Matthias Zürkler                                                   | 2:53  |
| 10 | Geb nie auf                     | Christoph Cronauer, Daniel Cronauer, Robin Kallenberger, Vanessa Mai, Matthias Zürkler               | Christoph Cronauer, Matthias Zürkler                                                   | 3:40  |
| 11 | Landebahn (feat. Ardian Bujupi) | Ardian Bujupi, Jules Kalmbacher, Dominik Lange, Vanessa Mai, Jens Schneider                          | Jules Kalmbacher, Jens Schneider                                                       | 2:40  |
| 12 | Safe Du                         | Christoph Cronauer, Daniel Cronauer, Robin Kallenberger, Vanessa Mai, Matthias Zürkler               | Christoph Cronauer, Matthias Zürkler                                                   | 3:12  |
| 13 | Auf anderen Wegen               | Andreas Bourani, Julius Hartog                                                                       | Ivo Moring                                                                             | 3:41  |
| 14 | Fort von hier                   | Christopher Curtis, Marjorie Duffield, Helen Park                                                    | Peilin Chou, Christopher Curtis, Marjorie Duffield, Glen Keane, Helen Park, Gennie Rim | 2:14  |

## Tournee

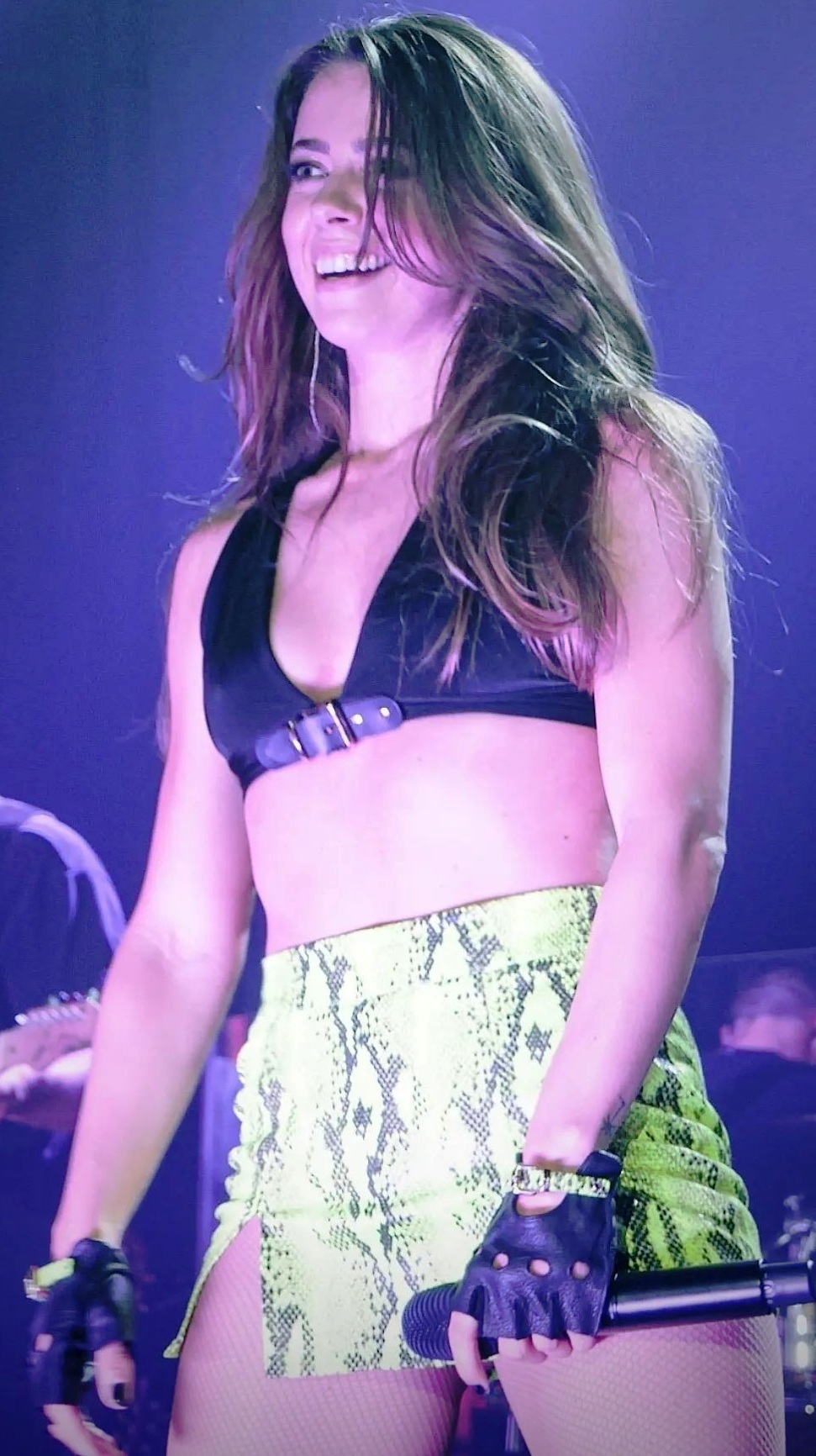
Mai während der Für immer Tour in Frankfurt am Main.

Mais letzte vollständige Konzertreihe absolvierte sie zwischen dem 25. November 2019 und 28. November 2019 mit der Teaser-Clubshow Tour, einer kleinen Promotiontour mit vier Konzerten, bei dem sie das vorangegangene Studioalbum Für immer vorstellte. Im Jahr 2020 sollte mit der Für immer Tour die zweite und größere Tournee mit dem Album folgen. Diese plante man zwischen dem 2. Oktober 2020 und dem 15. Oktober 2020. Die Bekanntgabe der Tournee erfolgte über die sozialen Netzwerke am 13. Dezember 2019. Aufgrund der COVID-19-Pandemie musste die Konzertreihe mehrfach verschoben werden. Sie erfolgte schließlich im Zeitraum vom 16. Mai 2022 bis zum 20. September 2022 und führte Mai mit ihrer Begleitband durch elf deutsche Städte. Die Konzertreihe erfolgte in zwei Abschnitten. Der erste Teil fand am 16. Mai 2022 in Köln und am 17. Mai 2022 in München statt. Der zweite Teil startete am 8. September 2022 in Frankfurt am Main und endete am 20. September 2022 in Dresden. Die Begleitband von Mai bestand aus den vier Musikern Jens Golücke (Schlagzeug), Sebastian Motz (Keyboard), Jan Stürmer (Gitarre) und Martin Ziaja (Bass) sowie den Begleitsängern Eva Becker und Nico Gomez. Während der Tour präsentierte Mai zusammen mit ihrer Begleitband 22 unterschiedliche Titel, darunter zwei Medleys. Ursprünglich war die Tour zur Präsentation von Für immer geplant, jedoch bestand die Setlist letztendlich aus einer Art Best Of, wobei Für immer mit sechs Liedern die meisten vollwertigen Titel stellte. Aus Mai Tai spielte sie mit Auf anderen Wegen, Augenblick, Geb nie auf, Landebahn, Ruf nicht mehr an und Sommerwind ebenfalls sechs Titel, allerdings wurden Augenblick und Landebahn als Medley und somit nicht als vollwertige Titel dargeboten. Während der Tour wurde mindestens ein Titel aus jedem ihrer bis dato acht erschienenen Studioalben gespielt.

## Singleauskopplungen
Sommerwind
Als erste Singleauskopplung aus Mai Tai erschien – bereits sechs Monate vor der Veröffentlichung des Albums – das Lied Sommerwind am 11. September 2020. Die Single erschien als Einzeltrack zum Download und Streaming. Das Frontcover zeigt Mai in einem roten Monokini sowie einen hellen Sarong mit Blumenmuster, vor dem Hintergrund eines Gartens. Das Fotoshooting für das Frontcover erfolgte am gleichen Set wie das zum Album. Das Bild findet sich auch auf der letzten Seite des Begleitheftes zu Mai Tai wieder. Inhaltlich geht es im Lied um einen „Urlaubsflirt“, wobei sich die Protagonistin unter anderem die Frage stellt, ob es nur für den Augenblick, eine Nacht oder den Rest ihres Lebens hält. Das Musikvideo zeigt Mai, die das Lied an verschiedenen Schauplätzen im Gärten der Welt und einer Villa in Berlin singt und sich teilweise dazu bewegt. Regie führte Mikis Fontagnier. Sommerwind verfehlte den Einstieg in die offiziellen Singlecharts, platzierte sich jedoch auf Rang 20 der deutschen Single-Trend-Charts. In den deutschen Konservativ Pop Airplaycharts belegte das Lied Rang zwei und musste sich lediglich Schlaflos von Kerstin Ott geschlagen geben. Darüber hinaus platzierte sich die Single auf Rang drei der deutschen Downloadcharts. 2020 belegte das Lied Rang 46 der deutschen Konservativ Pop Airplay-Jahrescharts.
Fort von hier
Zwei Wochen nach Sommerwind folgte mit Fort von hier die nächste Singleveröffentlichung am 25. September 2020. Die Single erschien wie seine Vorgänger als Einzeltrack zum Download und Streaming. Auf dem Frontcover ist ein Screenshot aus dem Film Die bunte Seite des Monds zu sehen. Das Stück ist eine deutschsprachige Adoption von Rocket to the Moon, dass im Original von Cathy Ang für den Film Die bunte Seite des Monds eingesungen wurde. Für die deutsche Fassung des Netflix-Filmes diente die Version von Mai als Soundtrack, die das Lied in den Londoner Abbey Road Studios aufnahm. Das Lied thematisiert die Reise der Hauptfigur „Fei Fei“, die mit einem selbstgebauten Raumschiff und ihrem „treuen“ Hasen „Bungee“ eine „phantastische“ Reise zum Mond antritt und hier auf eine „farbenreiche“ Welt voller bunter Figuren trifft. Im Zuge eines Interviews zum Film und den dazugehörigen Soundtrack sagte Mai folgendes: „Als Kind habe ich immer die Songs aus meinen Lieblingsfilmen mitgesungen, deren Figuren mich enorm inspiriert haben in der echten Welt meine Träume zu verwirklichen. Daher freut es mich riesig bei Die bunte Seite des Monds mit dabei zu sein. Vielleicht inspiriert der Film und seine Hauptfigur „Fei Fei“ ein kleines Mädchen, wie ich es einmal war, sich selbst auf die Reise zu den Sternen zu machen.“ Dominik Lippe von laut.de beschrieb das Lied als „stabile Musical-Einlage“ und zog Vergleiche mit „Disney-Klassikern“ wie Aladdin.
Mitternacht
Am 23. Oktober 2020 erschien mit Mitternacht die dritte Single, bei der Mai mit dem deutschen Rapper Fourty zusammenarbeitete. Die Single erschien ebenfalls als Einzeltrack zum Download und Streaming. Das Cover zur Single zeigt Fourty und Mai, Rücken an Rücken, auf den Skyline Studios von Radio Frankfurt. Es ist nach Wir 2 immer 1 die zweite Single von Mai, die sie mit einem Rapper aufnahm. Seinerzeit stand ihr der Deutsch-Ukrainer Olexesh zur Seite. Mai und Fourty hatten mit dem Lied einige Liveauftritte zur Hauptsendezeit, wie in der ARD-Show Verstehen Sie Spaß? (31. Oktober 2020), der Sat.1-Show Luke – Die Band 2020 (13. November 2020), der SWR-Show SWR Schlager – Die Show (5. Dezember 2020) oder der Silvestershow mit Jörg Pilawa in der ARD (31. Dezember 2020). Das Musikvideo zu Mitternacht wurde in Frankfurt am Main gedreht und zeigt unter anderem Fourty und Mai, die zusammen das Lied auf den Skyline Studios von Radio Frankfurt performen sowie Mai, die nachts mit einem Motorrad durch die Stadt rast. Regie führte erneut von Fontagnier.
Leichter
Die vierte Singleauskopplung Leichter erschien als Einzeltrack zum Download und Streaming am 8. Januar 2021. Das Frontcover zeigt Mai beim Tanzen. Sie ist mit dem Rücken zum Betrachter gerichtet und trägt ein weißes Top, einen weißen Hüftslip sowie eine weiße Netzstrumpfhose. Die Fotografie entstand beim Musikvideodreh zu Leichter. Das dazugehörige Musikvideo, das auch von Fontagnier stammt, zeigt Mai während eines Fotoshootings, beim Tanzen sowie beim Posieren, während sie leichtbekleidet auf einem mit weißen Stoff bedeckten Boden liegt. Inhaltlich geht es in Leichter um die Liebe und was aus ihr werden kann, wenn das Scheitern von etwas vermeintlich Schönem unausweichlich scheint. Wenn die gemeinsamen Songs unhörbar werden, wenn die Fotos am Spiegel langsam verblassen, wenn alle Träume ausgeträumt seien, man jedoch nicht loslassen könne oder wolle und sich fragt, wann es endlich wieder leichter werde. Wie Sommerwind verfehlte Leichter den Einstieg in die offiziellen Singlecharts, konnte sich aber ebenfalls in den deutschen Single-Trend-Charts platzieren und belegte dabei Rang 19 am 15. Januar 2021. Nach dem Leichter wie seine Vorgänger die Charts verfehlte, platzierte sich das Lied wie Sommerwind in den deutschen Download- und Konservativ Pop Airplaycharts. In beiden Chartlisten erreichte das Lied mit Rang 22 seine höchste Chartnotierung am 15. Januar 2021 beziehungsweise am 29. Januar 2021.
Ruf nicht mehr an
Einen Monat nach Leichter, am 12. Februar 2021, erschien mit Ruf nicht mehr an die bislang letzte Singleauskopplung aus Mai Tai. Die Single erschien wie alle seine Vorgänger ebenfalls als Einzeltrack zum Download und Streaming. Das Lied beschreibt eine gescheiterte Liebesbeziehung, die auf eine gewisse Art und Weise immer noch durch alte, nicht aufgearbeitete Gefühle, Bestand hat, obwohl die Trennung bereits vollzogen wurde. Es geht um das Gefühl, nicht vollständig aus einer alten Beziehung ausbrechen zu können sowie den ewigen Kreislauf von Flucht und Zusammenfinden, der beide Ex-Partner verletzt. Dominik Lippe von laut.de beschrieb das Lied als „Tiefstatus“ des Albums. Mai trat mit dem Lied in der ARD-Show Hirschhausens Quiz des Menschen am 11. September 2021 auf. Im dazugehörigen Musikvideo zu Ruf nicht mehr an sieht man Mai, die einen Corvette Cabriolet fährt. Zwischendurch sind immer wieder Szenen zu sehen, in denen sie tanzt. Ein Teil der Tanzszenen ist farbig, ein Teil schwarz-weiß gehalten. Eine weitere Szene zeigt Mai, die nur mit einer Sonnenbrille und einem Handtuch über den Haaren in einer Badewanne voller Parfüm Flakons liegt. In der Badewannen-Szene erhielt sie Unterstützung durch das Fernwalder Unternehmen Éclat, von denen die Flakons stammten. Das Video endet mit Mai im Cabriolet, die sich während der Fahrt eine Träne von der Wange wischt. Wie bei allen Musikvideos, zu den Liedern von Mai Tai, führte Fontagnier Regie. Das Frontcover zur Single ist ein Screenshot aus dem Musikvideo und zeigt Mai in der Corvette. Das Bild findet sich, wie das Coverbild zu Sommerwind, im Begleitheft des Albums wieder. Medien beschrieben das Musikvideo als eine audiovisuelle Achterbahnfahrt hinab in die Abgründe der menschlichen Seele.
Promoveröffentlichungen
Bereits vor der Veröffentlichung von Sommerwind erschien mit Auf anderen Wegen eine Promo-Single am 10. Juli 2020, das Stück stellt somit die erste Veröffentlichung im Zusammenhang mit Mai Tai dar. Das Andreas-Bourani-Cover entstand im Rahmen der Amazon Music Rubrik „Herzstück“ und wurde exklusiv über die Plattform vertrieben. Darüber hinaus veröffentlichte Mai mit Landebahn eine Videoauskopplung, die am Tag der Albumveröffentlichung erschien und wie seine Vorgänger unter der Regie von Fontagnier entstand. Landebahn konnte sich wie Sommerwind und Leichter in den deutschen Downloadcharts platzieren und erreichte mit Rang 53 seine höchste Chartnotierung.

## Mitwirkende
Albumproduktion
- John Barrett: Solist (Lied 14)
- David Boucher: Abmischung (Lied 14)
- Andreas Bourani: Komponist (Lied 13), Liedtexter (Lied 13)
- Ardian Bujupi: Gesang (Lied 11), Liedtexter (Lied 11)
- Roc Chen: Arrangement (Lied 14)
- Peilin Chou: Musikproduzent (Lied 14)
- Christoph Cronauer: Gitarre (Lieder: 1–5, 9–10, 12), Komponist (Lieder: 1–7, 9–10, 12), Liedtexter (Lieder: 1–7, 9–10, 12), Musikproduzent (Lieder: 1–7, 9–10, 12)
- Daniel Cronauer: Komponist (Lieder: 1–7, 9–10, 12), Liedtexter (Lieder: 1–7, 9–10, 12)
- Christopher Curtis: Komponist (Lied 14), Liedtexter (Lied 14), Musikproduzent (Lied 14)
- Raffael Dolezal: Cello (Lied 14)
- Marjorie Duffield: Komponist (Lied 14), Liedtexter (Lied 14), Musikproduzent (Lied 14)
- Kai Fichtner (Kayef): Komponist (Lieder: 2, 9), Liedtexter (Lieder: 2, 9)
- Matthias Grosch: Begleitgesang (Lied 14)
- Martin Haller: Komponist (Lied 8), Liedtexter (Lied 8)
- Kevin Harp: Assistant Engineer (Lied 14)
- Dave Hartley: Piano (Lied 14)
- Julius Hartog: Komponist (Lied 13)
- Larry Hochman: Orchestrator (Lied 14)
- Robin Kallenberger: Komponist (Lieder 5, 9–10, 12), Liedtexter (Lieder 5, 9–10, 12)
- Jules Kalmbacher: Abmischung (Lieder: 8, 11), Bass (Lied 8), Keyboard (Lieder: 8, 11), Komponist (Lieder: 8, 11), Liedtexter (Lieder: 8, 11), Musikproduzent (Lieder: 8, 11), Programmierung (Lieder: 8, 11), Schlagzeug (Lieder: 8, 11)
- Glen Keane: Musikproduzent (Lied 14)
- Dominik Lange: Liedtexter (Lied 11)
- Chris Leis-Bendorff: Begleitgesang (Lied 13)
- Bob Ludwig: Mastering (Lied 14)
- Vanessa Mai: Begleitgesang (Lied 8), Gesang (Lieder: 1–14), Komponist (Lieder: 1–10, 12), Liedtexter (Lieder: 1–12)
- Eliza Marshall: Holzblasinstrument (Lied 14)
- Bernd Mazagg: Orchester (Lied 14)
- Joachim Mezei: Abmischung (Lied 13), Mastering (Lied 13)
- Ivo Moring: Musikproduzent (Lied 13)
- Helen Park: Komponist (Lied 14), Liedtexter (Lied 14), Musikproduzent (Lied 14)
- Ramon Pfanner: Gitarre (Lied 6)
- René Rackwitz (Fourty): Komponist (Lied 4), Liedtexter (Lied 4), Rap (Lied 4)
- Gennie Rim: Musikproduzent (Lied 14)
- Manuel Reuter: Abmischung (Lieder: 1–7, 9–10, 12), Mastering (Lieder: 1–7, 9–10, 12)
- Dirk Ritz: Bass (Lied 13)
- Ulle Rohde: Gitarre (Lied 13)
- Nico Santos: Komponist (Lied 2), Liedtexter (Lied 2)
- Marco Schettler: Schlagzeug (Lied 13), Toningenieur (Lied 13)
- Robin Schmidt: Mastering (Lieder: 8, 11)
- Jens Schneider: Abmischung (Lieder: 8, 11), Bass (Lied 8), Keyboard (Lieder: 8, 11), Komponist (Lieder: 8, 11), Liedtexter (Lieder: 8, 11), Musikproduzent (Lieder: 8, 11), Programmierung (Lieder: 8, 11), Schlagzeug (Lieder: 8, 11)
- Fabian Schubert: Piano (Lied 13)
- Matthias Zürkler (B-Case): Akkordeon (Lieder: 1, 4), Bass (Lieder: 1–6, 9–10, 12), Begleitgesang (Lied 2), Keyboard (Lieder: 3, 5–6, 9–10, 12), Komponist (Lieder: 1–7, 9–10, 12), Liedtexter (Lieder: 1–7, 9–10, 12), Schlagzeug (Lieder: 1–6, 9–10, 12), Synthesizer (Lieder: 1–3, 5–6, 9–10, 12)

Artwork
- Anelia Janeva: Fotograf (Begleitheft + Cover)

Unternehmen
- 24–96 Mastering: Tonstudio (Lieder: 8, 11)
- Abbey Road Studios: Tonstudio (Lied 14)
- AFM Publishing: Verlag (Lieder: 1–12)
- Ariola: Musiklabel (Lieder: 1–14)
- BMG Rights Management: Verlag (Lieder: 4, 8, 11, 13)
- Bou Publishing: Verlag (Lied 13)
- Budde Music: Verlag (Lieder: 1–7, 9–10, 12)
- Dangerous Berlin: Artwork (Begleitheft + Cover)
- Djorkaeff Beatzarre Edition: Verlag (Lieder: 1–2, 4)
- Fisherman Songs: Verlag (Lieder: 1–2, 4)
- Gaga Studio: Verlag (Lied 13)
- Good Kid Publishing: Verlag (Lieder: 8, 11)
- Good Kid Studio: Tonstudio (Lieder: 8, 11)
- Groschton Studio: Tonstudio (Lied 14)
- Jeopark Studio: Tonstudio (Lied 13)
- Maisie Anthems: Verlag (Lied 14)
- Maisie Beats Publishing: Verlag (Lied 14)
- Sony Music Entertainment: Vertrieb (Lieder: 1–14)
- Sony Music Publishing: Verlag (Lieder: 2, 9)
- Synchron Stage: Tonstudio (Lied 14)
- Teamscore Edition: Verlag (Lieder: 1–2, 4)
- Tricot Edition: Verlag (Lieder: 5, 9–10, 12)
- Vanessa Mai Edition: Verlag (Lieder: 1–12)
- Warner/Chappell Music: Verlag (Lied 11)
- Yellow Sound Lab: Tonstudio (Lied 14)

## Rezensionen
Das deutschsprachige Online-Magazin SchlagerPlanet beschrieb Mai Tai als „einen Sommer-Cocktail aus Schlagerhits“ und „gelungenen Musik-Mix“. Es sei ein „Potpourri aus Musik und Gefühlen“. Das Musikvideo zu Ruf mich nicht mehr an setze mit seinem „futuristischen Touch“ neue Maßstäbe in der Schlagerwelt.
Sandra Tittmann von schlager-charts.com beschrieb Mai Tai als „Urlaubsfeeling kombiniert mit modernen Pop-Schlagerklängen“. Das Album werde die Fans mit seiner „bunten Vielfalt“ und seiner „sprühenden Energie“ begeistern.
Zeit Online beschrieb das Album als „Kostprobe“ der gesungenen und vor allem gefühlten Freiheit, nach dem stückweise Ausstieg aus dem „Schlagerhimmel“. Denn mit dem „klassischen Genre“ des Schlagers hätten die meisten der rund ein Dutzend Lieder auf Mai Tai nicht mehr viel zu tun. Mai habe sich schon mit Für immer überzeugt gezeigt von ihrem „schubladenfreien Mix“, von ihren „emotionslastigen“ Liedtexten und dem „eingängigen unterlegten“ Beat. Sie gehe diesen Weg auf Mai Tai konsequent weiter. Es habe etwas „Erfrischendes“, von modernen Beats und einem Rapper überrascht zu werden, wo man sonst Liebesschmerz und vielleicht auch eine „Prise Kitsch“ erwarten würde. In Stücken wie Der Eine, Eine Sekunde und Gib nie auf klinge jedoch noch der Schlager heraus.
Ben Foitzik von Eventim beschrieb Mai Tai als „bunt“ und „geschmacklich komplex“ wie der gleichnamige Cocktail. Mai springe endgültig aus jedweden Schubladen heraus, in die man sie in den vergangenen zehn Jahren gesteckt habe. Schlager? Pop? Hip-Hop? R&B? Alles sei drin, wie sich das für einen ordentlichen „Mai Tai“ gehöre. Angefangen mit dem „beschwingten Party-Beat“ Sommerwind und der sinnlichen Ballade Leichter entwickele sich das Album zum „kunterbunten Trip“ durch unterschiedliche Stimmungen und Stile: Bei Mitternacht setze Mai mit Fourty ihre „Hip-Hop-Feature-Liste“ fort, Augenblick und Der Eine seien „zuckersüße Powerballaden“, Morgenlicht, Ruf nicht mehr an und der „Titeltrack“ würden sich als „rasante Dancefloor-Kracher“ erweisen. Die „Piano-Ballade“ Eine Sekunde gehe laut Foitzik mitten ins Herz.
Matthias Reichel von cdstarts.de bewertete das Album mit 5,5 von zehn Punkten. Er ist der Meinung, dass die vorab ausgekoppelten Singles mehr als nur andeuten würden, dass Mai das „Schlagerfach“ mehr und mehr verlassen würde und somit den Prozess fortführe, den sie bereits auf den letzten beiden Studioalben Schlager und Für immer einleutete. Auf diese Weise eröffne Mai Tai die „Frühlingssaison“ mit einer „leichten Brise“ Pop (Sommerwind) und „Herzschmerz-Themen“ in allen Facetten (Morgenlicht). Dabei falle auf, dass alle 14 Lieder einer „strikten Regel“ folgen würden, nach der spätestens in drei Minuten alles erzählt sein müsse. Entsprechend ginge es Schlag auf Schlag, sodass Langeweile gar nicht erst aufkommen könne. Handwerklich würden sich weiterhin viele Melodien und Texte im Schlagerfach (Landebahn oder auch Ruf nicht mehr an) bewegen, doch das „Drumherum“ sei noch einmal deutlich moderner geworden (Leichter). So werde mit Fourty (Mitternacht) nach Olexesh (Wir 2 immer 1) erneut ein Deutschrapper eingeladen und mit der Coverversion von Andreas Bouranis Auf anderen Wegen ein Tribut an einen der Lieblingslieder von Mai untergebracht. Auf Mai Tai werde eben alles verbraten, wozu Mai und ihr Produzententeam Lust gehabt hätten. Ein „Segen“ wer seine künstlerische Freiheit ausleben könne, ohne dass die Plattenfirma reinrede beziehungsweise querschieße. Mai Tai sei ein Album, mit dem Mai das Genre „ordentlich“ renoviere, ohne die ursprünglichen Gene zu verleugnen, aber auch keine Revolution auslöse, da der Hörer schon seit zwei Jahren auf diese Metamorphose vorbereitet worden sei, die nun am Ziel angekommen zu sein scheine. Als „Anspieltipps“ hob es die Titel Eine Sekunde, Gib nie auf, Ruf nicht mehr an, Safe Du und Sommerwind hervor.
Dominik Lippe von laut.de bewertete das Album mit zwei von fünf Sternen. Er ist der Meinung, dass das Album Pop, Dance und Schlager biete. Ohne jede Ironie ergebe diese Mischung in der Praxis „ordentlich hörbare Musik“, was an der fachkundigen Produktion liege, die „Kirmes-Beats“ konsequent meide. Abgesehen von den Duetten mit Bujupi und Fourty huldige Mai stets der zweiten Person Singular, womit sie die „ideale Projektionsfläche“ für ein „gierendes Publikum“ bilde. Zeilen wie: „Ich weiß, was du heut’ willst. Unsere Körper kommen sich näher. Aufzuhören wär’n Fehler“ (Morgenlicht) beschrieb Lippe als „eine Spur direkter“, als es der herkömmliche „Schlager-Hörer“ gewohnt sein dürfte. Immer wieder steigere sich Mai in die Abhängigkeit hinein. Wenn sie keinen Ausweg sehe, weise ihr „Der Eine“ den richtigen Weg. Den „Tiefstatus“ erreiche Mai in Ruf nicht mehr an. Als „autonome Persönlichkeit“ präsentiere sie sich einzig in Auf anderen Wegen, dass sich dann auch noch als Coverversion des gleichnamigen Stücks von Andreas Bourani herausstelle. Mit Fort von hier ende Mai Tai zumindest mit einer „stabilen Musical-Einlage“. Mai wecke hierbei mit „sehnsuchtsvoller Singstimme“ Assoziationen mit „Disney-Klassikern“ vom Schlage Aladdin. Sommerwind beschrieb Lippe als „selbstreferentielle Gebrauchsanweisung“ für kommende Strandpartys. Doch auch wenn diese an neuen Virusvarianten scheitern würden, werde das Album sein Publikum finden. Lieder wie Der Eine oder Safe Du liesen sich „ohne Gesichtsverlust“ im Radio spielen und verglichen mit Maite Kellys Hello! spiele Mai „tatsächlich“ in einer anderen Liga. Dennoch bliebe das Album zu seicht und vor allem zu durchkalkuliert, um in die Nähe von spannender Kunst zu geraten.

## Chartplatzierungen
Mai Tai erreichte in Deutschland Rang drei der Albumcharts und platzierte sich eine Woche in den Top 10 sowie fünf Wochen in den Top 100. In den wöchentlichen deutschen Schlagercharts erreichte das Album die Chartspitze, womit Mai mit dem sechsten Album diese Chartliste anführte. In den monatlichen Schlagercharts erreichte das Album mit dem dritten Rang, in der Ausgabe April 2021, seine höchste Chartnotierung. Hierbei musste sich das Album nur Hello! (Maite Kelly) und Gesegnet & verflucht (Nino de Angelo) geschlagen geben. Darüber hinaus platzierte sich Mai Tai auf Rang zwei der deutschen deutschsprachigen Albumcharts, wo es sich lediglich Widder von Fler geschlagen geben musste sowie auf Rang fünf der deutschen Downloadcharts. In Österreich erreichte das Album Rang fünf und platzierte sich ebenfalls eine Woche in den Top 10 und drei Wochen in den Charts. In der Schweiz erreichte das Album in zwei Chartwochen mit Rang zwölf seine höchste Chartnotierung. 2021 erreichte Mai Tai Rang 19 der deutschen Schlager-Jahrescharts.
Mai erreichte hiermit zum siebten Mal die deutschen, österreichischen und Schweizer Albumcharts. Es ist ihr sechstes Top-10-Album in Deutschland sowie der fünfte Top-10-Erfolg in Österreich.